# El Ángel Exterminador (sociedad secreta)

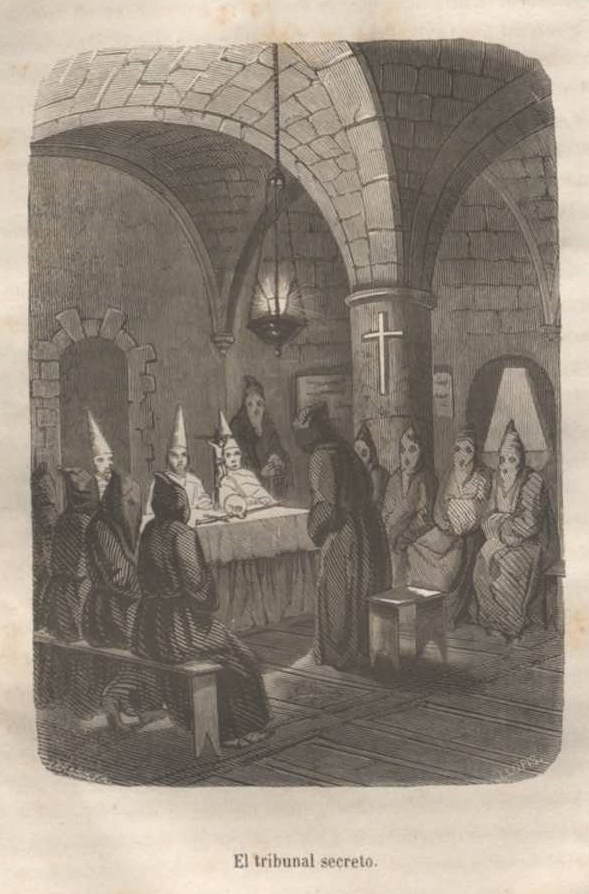
«El tribunal secreto», reunión del Ángel Exterminador según una ilustración de Vicente Urrabieta y Llopis para la novela de Francisco José Orellana, El conde de España o La inquisición militar: historia-novela contemporánea, Madrid, Librería de León Pablo, 1856.

El Ángel Exterminador es el nombre de una sociedad secreta española, absolutista y clerical, del siglo XIX, cuya existencia se tiene aún por no confirmada o hipotética.
El cometido de esta sociedad sería, ante todo, por medios ilegales y violentos, incluido el asesinato, devolver la Inquisición a España, destruir los restos del Liberalismo, derrocar a Fernando VII, tenido por demasiado progresista y afrancesado, proclamar como rey de España a su hermano Carlos María Isidro, más católico, y aliar para siempre altar y trono.

## Historia
Su labor habría empezado según algunos (el general Juan van Halen en concreto) ya en el Sexenio absolutista, en 1817, y, según otros, durante la Década Ominosa (1823-1833). El hispanista Gerald Brenan (1894-1987), en su ensayo El laberinto español, propone como fecha de fundación 1821, aún durante el Trienio Liberal; el historiador Estanislao de Kotska Bayo (1804-1864) apuesta por el año 1823. El año más citado como fecha de su fundación es 1827, aunque por razones tan arbitrarias como las de los anteriores. 
En su primera fase, y según Miguel Agustín Príncipe, la constituyó en 1823 por medio de una orden reservada directa de Fernando VII la Junta Secreta de Estado y la constituían varios eclesiásticos. Estaba presidida por el obispo de Osma don Juan de Cavia González y su secretario era el rector del Hospicio de Madrid y canónigo de Granada José Salomé. Uno de sus cometidos era elaborar un padrón o Índice general de apellidos con calificación de cada individuo como puro, purificado o impuro; anotando en la ficha la profesión o cargo que tuvo en el Trienio Liberal, si era moderado o exaltado, comprador de bienes nacionales o vinculados (mayorazgos), francmasón o comunero, milicianos nacionales e incluso mujeres liberales. A estas listas fueron añadiéndose:
Las del Tocinero, y a estas listas añadiéronse otras remitidas de las provincias por los clubs dependientes de Ugarte. Y, por si estas no llenaban su objeto, recibiéronse para darle cima las delaciones particulares y las sospechas y conjeturas y las revelaciones de [José Manuel del] Regato.
Después de la muerte de Fernando VII en 1833, la sociedad habría pretendido hacer resurgir la Inquisición tras su abolición definitiva en 1834 por Francisco Martínez de la Rosa. Se suele considerar como casos en que actuó el Ángel Exterminador la Rebelión de los agraviados en Cataluña y el juicio y ejecución del maestro librepensador Cayetano Ripoll en 1827.
La sociedad habría estado compuesta por el bando más irreductible del absolutismo, los apostólicos, y sobre todo por obispos, entre los cuales el presidente sería el de Osma, que por entonces era Juan de Cavia González (tuvo la diócesis de 1815 a 1831 y luego quedó vacante hasta 1848). Formarían parte de ella importantes personajes de la época, como el Conde de España o Francisco Tadeo Calomarde, quienes, tras ser aparentemente leales a Fernando VII, pronto se pasaron al Carlismo.

## Dudas sobre su existencia
Pero el obispo de Osma era enemigo de las sociedades secretas: en una pastoral de 1827 alecciona a sus feligreses sobre los peligros de las sociedades secretas y avisa de que muchos papas ya habían advertido sobre ellas. Por otra parte, las sociedades secretas absolutistas no eran necesarias: el papel de la Inquisición se hallaba bien traspasado a organismos nuevos como las Juntas de Fe y la Junta Secreta de Estado presidida precisamente por el obispo de Osma. Más sentido tendría hablar de un grupo conspirativo y de presión de descontentos creado para oponerse a la llamada camarilla de Fernando VII.
Por otra parte, un estudioso de las sociedades secretas como Vicente de la Fuente (1817-1889) en su Historia de las sociedades secretas antiguas y modernas en España, especialmente de la Franc-Masonería (1874) niega que la sociedad haya existido y aduce que nadie se ha puesto de acuerdo en la fecha de fundación de la misma, que no hay fuentes primarias y testimonios documentales y que la hipótesis más probable es que fuese un bulo y patraña inventado por la masonería para desacreditar a sus enemigos absolutistas y católicos y justificar su misma existencia como sociedad secreta; el mismo Benito Pérez Galdós (1843-1920) dice en uno de sus Episodios nacionales que "ningún historiador ha probado la existencia de El Ángel Exterminador".
Sin embargo, no solo liberales exaltados o progresistas, sino monárquicos y liberales conservadores como Juan Rico y Amat han defendido la existencia real de esta sociedad, que creen formada en 1823.